# صحت (علوم رایانه)
در علوم رایانه نظری، صحت (به انگلیسی: Correctness) یک الگوریتم اینگونه ارزیابی می‌شود که آن الگوریتم تا چه میزان نسبت به مشخصات خاصی تطابق دارد. صحت تابعی (به انگلیسی: Functional) به رفتار ورودی-خروجی الگوریتم (یعنی تا چه حد برای هر ورودی، خروجی مورد انتظار را تولید می‌کند) اشاره دارد.